# 100% (Mariah Carey)
100% è un singolo interpretato dalla cantautrice statunitense Mariah Carey. Registrato originariamente come tema per la colonna sonora del film Precious, è stato poi assegnato al AT&T Team USA Soundtrack per le olimpiadi invernali 2010 di Vancouver.
Scritta e prodotta dalla Carey con Bryan-Michael Cox e Jermaine Dupri la canzone è stata pubblicata come speciale singolo promozionale per raccogliere fondi per il Team USA. Il brano è stato pubblicato esclusivamente su iTunes negli Stati Uniti e in Canada.

## Composizione
La canzone doveva essere il tema per il film Precious, in cui la Carey ha anche recitato, ma è stata sostituita da I Can See in Colour, interpretata da Mary J. Blige. Il brano, non incluso nella tracklist di Memoirs of an Imperfect Angel, avrebbe dovuto essere tra gli inediti dell'album di remix Angels Advocate, progetto poi cancellato.
Il 9 febbraio 2010, durante il concerto di Toronto in Canada dell'Angels Advocate Tour la Carey ha annunciato che la canzone sarebbe stata utilizzata per i giochi olimpici invernali del 2010.
Tutti i proventi della vendita del singolo e delle suonerie dal 12 febbraio al 1º marzo 2010 sono stati donati al Team USA.

## Video
Il video è stato girato il 9 febbraio 2010 durante il concerto di Toronto, mentre la cantautrice interpretava la canzone dal vivo per la prima volta.

## Classifiche
La canzone ha venduto 17 713 copie nella prima settimana ed è arrivata alla posizione 197 nella classifica Billboard Hot Digital Songs.

## Pubblicazione
| Regione     | Formato                         | Data di pubblicazione | Etichetta                          |
| ----------- | ------------------------------- | --------------------- | ---------------------------------- |
| Stati Uniti | Download digitale (solo iTunes) | 9 febbraio 2010       | Island Records, Def Jam Recordings |
| Canada      | Download digitale (solo iTunes) | 9 febbraio 2010       | Universal Music                    |